# НК-22
НК-144-22 (изделие «ФМ») — двухконтурный, двухкаскадный турбореактивный двигатель с форсажной камерой (ТРДДФ), разработанный на Куйбышевском моторном заводе под руководством Н. Д. Кузнецова. Испытания начались в 1968 году. Серийно производился с 1969 по 1984 годы.

## Разработка
Модификация двигателя НК-144 (СПС Ту-144), предназначенная для сверхзвуковых бомбардировщиков Ту-22М. При создании данной модификации использовались наработки по НК-6, узлы и агрегаты НК-144 и НК-144А. От базового двигателя НК-144А двигатель НК-144-22 отличало сопло эжекторного типа с широким диапазоном регулирования, электронный ограничитель температуры газов перед турбиной и сигнализатор горения топлива в форсажной камере, что было вызвано необходимостью многорежимной эксплуатации бомбардировщика — на больших и малых высотах, в широком диапазоне скоростей, в отличие от длительного высотного сверхзвукового полёта Ту-144. Большинство навесных агрегатов НК-144 было доработано до уровня НК-144-22.
Двигатели постоянно дорабатывались в процессе производства и эксплуатации. К середине 80-х двигатели имели назначенный ресурс 1600 часов при одном ремонте после наработки 800 ч. В то же время двигатель страдал от прогара форсажной камеры (иногда до сквозных дыр в оболочке), что периодически требовало досрочного снятия и отправке в ремонт. Вполне продуманная система монтажа и хорошо отработанный технологический график позволяли выполнить при необходимости замену двигателя на самолёте всего за одну ночь.

## Носители
Двигатели НК-144-22 монтировались только на опытных бомбардировщиках Ту-22М0 и Ту-22М1. На серийные самолёты Ту-22М2 устанавливались доработанные более мощные и надёжные двигатели НК-144-22 серии 2, в дальнейшем проходившие под наименованием НК-22. По утверждению производителя, тяга двигателей поэтапно возросла с 18,5 тс у первых НК-144-22 до 20,5 тс у НК-22.
Двигатели были очень шумными и невероятно прожорливыми — расход топлива на максимальном форсажном режиме составлял до тонны в минуту, и топливо из крыльевых баков самолёта (ПЧК и СЧК) вырабатывалось уже в процессе взлёта.

## Технические характеристики
| Технические характеристики двигателя НК-22 | Технические характеристики двигателя НК-22 |
| ------------------------------------------ | ------------------------------------------ |
| Тяга на форсаже:                           | 20 000 кгс                                 |
| Удельный расход топлива:                   | 1,95 кг/кгс·час                            |
| Степень повышения давления:                | 14,75                                      |
| Степень двухконтурности:                   | 0,6                                        |
| Длина:                                     | 5200 мм                                    |
| Диаметр:                                   | 1500 мм                                    |

## Конструкция
Турбовентиляторный двигатель НК-22 состоял из следующих основных узлов: 12-ступенчатого двухкаскадного осевого компрессора, кольцевой многофорсуночной камеры сгорания, реактивной 3-ступенчатой турбины, форсажной камеры и регулируемого реактивного сопла, передней опоры вентилятора, средней опоры ротора, опоры турбины ротора, оболочек двигателя, коробок приводов и блока насосов, агрегатов и датчиков, электрооборудования.
Агрегаты двигателя:
Насос-датчик НД-144-22;
Агрегат дозировки топлива АДТ-144-22;
Распределитель топлива РТ-144-22;
Форсажный насос ФН-144-22;
Форсажный регулятор ФР-144-22;
Регулятор сопла и компрессора РСК-144А;
Агрегат управления перепуском воздуха АПВ-144А;
Панель запуска — АПД-144;
Датчик приведённых оборотов ДПО-144;
Электронный регулятор температуры газов перед турбиной ротора НД — РТА-34-2;
Радиоизотопный агрегат запуска — ТКНА-225-2 (три шт.);
Свечи полупроводниковые поверхностного разряда СП-43;
Генератор постоянного тока — ГС-18НО-2с (три шт.);
Генератор переменного тока — ГТ60ПЧ5;
Топливно-масляный радиатор — 4262Т;
Плунжерные насосы НП-85 (два шт.) и НП-89;
Топливоподкачивающий насос ДЦН-64.
В воздухозаборнике была установлена вертикальная программно-регулируемая панель клина, на боку канала воздухозаборника — створка перепуска воздуха электрогидравлической системы управления воздухозаборником СУЗ-9-3.
В качестве топлива использовался керосин Т-7 или РТ. Масло для двигателя — синтетическое ВНИИ НП-50-1-4Ф или 36/1 КУА. Огнегасящая жидкость противопожарной системы — фреон-114В2. В дальнейшем противопожарная система внутри двигателей была отключена и частично демонтирована как неэффективная и опасная в применении.

## Модификации

### НК-23
В 1976 году прошёл испытания двигатель НК-23, со статической тягой на взлётном режиме 22 000 кгс. От базового НК-22 он отличался 4-ступенчатым компрессором низкого давления, имел лучшую экономичность. Однако серийное производство НК-23 было отклонено в пользу нового двигателя НК-25 тягой 25 000 кгс.